# Minamoto no Yorimasa

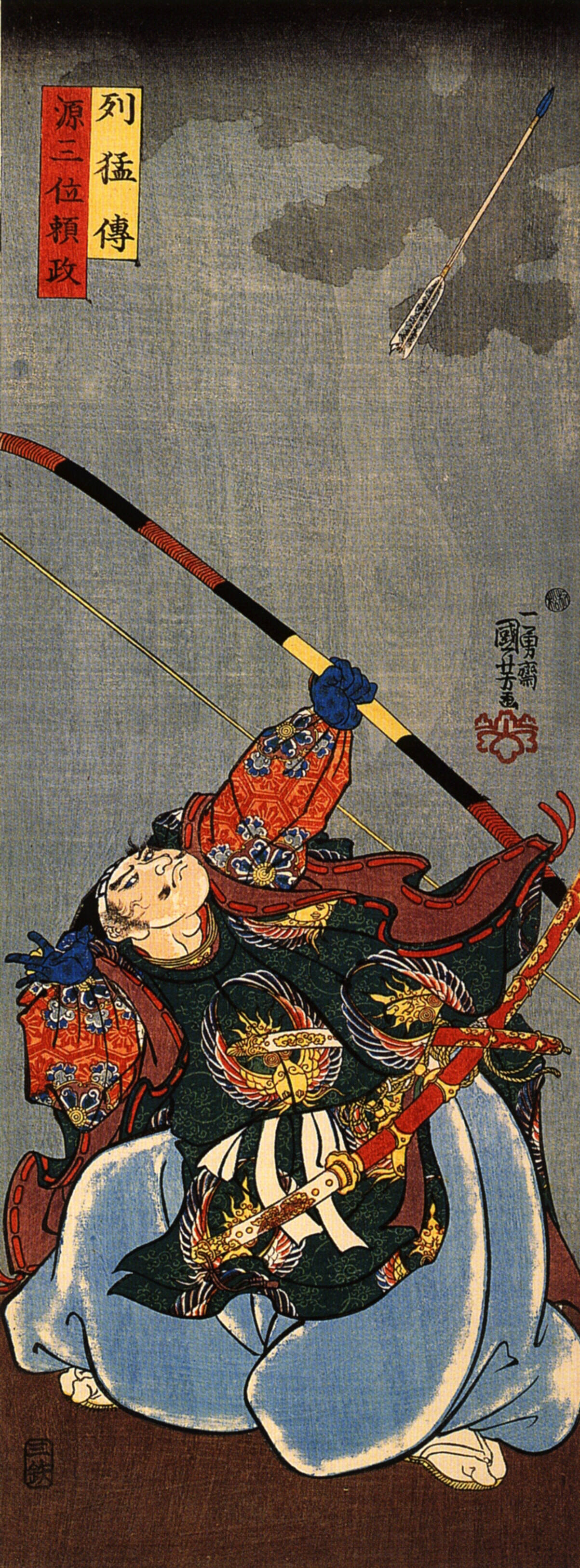
Minamoto no Yorimasa matando de una flecha a un monstruoso nue.

Minamoto no Yorimasa (源頼政?   1106-1180), también conocido como Gensanmi (源三位), fue un samurái del clan Minamoto, y el jefe de los ejércitos del clan al comienzo de las guerras Genpei. Su suicidio por seppuku es famoso, y se consideró como el que abrió la vía a esta práctica.

## Biografía
Más poeta que guerrero, Yorimasa se esforzó a lo largo de su vida en mantenerse al margen de las luchas que opusieron durante décadas a los clanes Minamoto y Taira, y evitó elegir bando, llegando incluso a ser amigo de Taira no Kiyomori. Durante la rebelión Heiji de 1160, habiendo tomado partido por el emperador retirado Go-Shirakawa como ya hiciera en 1156 en la rebelión de Hōgen, hace lo justo para inclinar la balanza en favor de los Taira y permitirles deponer a los Minamoto.
Sin embargo, cuando se retira oficialmente de su servicio en el seno del ejército de Kiyomori en 1179, comienza a cambiar de opinión sobre el hecho de oponerse a su propio clan, en tanto que las relaciones entre Go-Shirakawa y Kiyomori se han vuelto muy tensas y que éste ha hecho arrestar al anciano emperador, provocando una fuerte oposición anti-Taira.
El 21 de marzo de 1180, Taira no Kiyomori instala en el trono imperial a su nieto  Antoku de dos años, después de la abdicación del emperador Takakura. El príncipe Mochihito, hijo de Go-Shirakawa, despojado de su derecho al trono, es empujado por Yorimasa a lanzar el 5 de mayo una llamada a las armas por parte de las diversas familias samuráis, al igual que a los monasterios budistas que Kiyomori había ofendido.
Las guerras Genpei se inician oficialmente con la primera batalla de Uji, el 23 de junio. Yorimasa conduce las tropas Minamoto, acompañadas de sōhei (monjes-guerreros) del templo Mii-dera, para defender el Byōdō-in donde está refugiado el príncipe. 
Yorimasa intenta ayudar al príncipe a huir, pero es herido por una flecha. Para evitar ser capturado por el enemigo se da muerte a sí mismo por medio del seppuku, habiendo escrito antes un poema. Es uno de los primeros seppuku conocidos, y el que ha codificado el procedimiento para los siguientes. El príncipe Mochihito conseguiría huir en dirección a Nara, pero moriría algunos días después a manos de los guerreros Taira.

## Yuigon de despedida antes de cometer seppuku
Yuigon escrito por Minamoto no Yorimasa, poeta y samurái del clan de los Minamoto al que se considera el primero en realizar seppuku, la práctica del suicidio ritual:

Como un árbol fosilizado
del que no se esperan flores
triste ha sido mi vida
destinada a no producir ningún fruto.
Minamoto no Yorimasa.

En 1180, a principios del verano, los Minamoto, clan samurái fiel al emperador japonés Go-Shirakawa, entablaron batalla en el río Uji-Gawa con las tropas del clan Taira, estas últimas los derrotaron contundentemente. 
En su huida, Minamoto no Yorimasa se refugió en el monasterio Byodo-In. Viendo la causa perdida, decidió evitar el deshonor de caer prisionero en manos de los Taira y pidió al joven samurái Watanabe Choojitsu Tonao que lo decapitara. El joven samurái le dijo que no era capaz de hacer eso a su amigo y jefe, que solo podría hacerlo una vez que ya estuviera muerto. Entonces, Yorimasa bebió sake, escribió un poema de despedida, cogió su espada y la hundió en su vientre; después Tonau lo decapitó, ató su cabeza a una piedra y cruzó a través de las filas enemigas hasta llegar a la parte más profunda del río donde la arrojó para que nadie la encontrara, puesto que era costumbre entre los samurái cortar la cabeza de los enemigos a los que se les daba muerte en combate para presentarla como prueba y cobrar la recompensa.

## Poemas
Los poemas de Minamoto no Yorimasa han sido reagrupados en la antología Yorimasa Kashū, así como en las antologías imperiales  Shin Kokin-shū y Senzai wakashū.

## Leyenda
Una leyenda sacada del Heike Monogatari afirma que, en 1153, Yorimasa habría matado a golpe de flechas un Nue que se habría posado sobre el tejado del palacio imperial.
- Datos: Q164948
- Multimedia: Minamoto no Yorimasa / Q164948